# Celestino Destaillats
Celestino Destaillats (fl. XX secolo) è stato un arbitro di calcio argentino, internazionale negli anni 1930.

## Carriera
Il Concurso Estímulo 1929 lo vide esordire in massima serie argentina: il primo incontro da lui diretto fu Chacarita Juniors-Estudiantil Porteño del 26 gennaio 1930. Nel corso della Primera División 1930 debuttò nel turno iniziale, durante il quale diresse Colegiales-Argentino de Banfield. Prese parte, poi, alla Primera División 1931, la prima edizione professionistica del campionato argentino organizzata dalla Liga Argentina de Football. In questa competizione diresse per la prima volta il 30 agosto 1931, al 14º turno, nell'incontro Talleres-Huracán; a fine torneo assommò 20 presenze. Nel 1931 fu anche chiamato ad arbitrare un incontro internazionale, la Copa Rosa Chevallier Boutell del 9 luglio. A livello nazionale proseguì, dirigendo nei tornei degli anni 1930 e '40.